# Bobotov Kuk
Bobotov Kuk (kyrilliska: Боботов Кук) är ett berg i norra Montenegro. Med sina 2 522 meter är det den högsta toppen i Durmitor. Det ansågs också tidigare som det högsta berget i Montenegro, men nya mätningar har avslöjat att det finns tre högre toppar på gränsen mot Albanien.
Den första dokumenterade bestigningen av Bobotov Kuk skedde 1883 av en österrikisk kartograf, Oscar Baumann. Den första organiserade bergsbestigningen skedde 1926 och bestod av en klättergrupp från Zagreb. 1931 gjorde två österrikare den första toppbestigningen vintertid.